# 川本勇
川本 勇（かわもと ゆう、1959年4月25日 - ）は、滋賀県を中心に活動するプロデューサー、音楽家、タレント、演出家、企業経営者。愛称は“ミスターびわ湖”勇（ゆう）さん。

## 概要
『滋賀を盛り上げろ! びわ湖を守れ! ロックせよ! 』をコンセプトにした人気 テレビ番組「勇さんのびわ湖カンパニー」（BBCびわ湖放送）のプロデューサー、メインパーソナリティとして出演、2021年9月に放送1000回を迎えた。
他の出演番組は、YouTube生配信番組「びわモニ」、KBS京都テレビ「勇さんのびわ湖バイタル研究所」、KBS京都ラジオ「勇さんのカタリズム」、BBCびわ湖放送・あいコムこうか「勇さんのあいコムランド」などなど。
音楽活動としては、U☆TIME BANDのリーダーとして、ボーカル＆ギターを担当する。「人権」・「環境」・「食育」などをテーマにライブや講演を行う。特に、毎年秋には、「勇さんの学校ツアー」と題して滋賀、京都の小・中・高校を巡る。

## 人物
京都市生まれ、滋賀県大津市在住。大津市立瀬田中学校、滋賀県立膳所高等学校（山岳部）、大阪市立大学卒。
既婚、2男あり。ジョン・レノン、ローリング・ストーンズ、ポール・サイモンファン。読売ジャイアンツファン。趣味は山登り。好きな言葉「カオス」。
株式会社ユーロック（本社:大阪/テレビ番組制作）代表取締役会長、株式会社ユーストン（本社:滋賀県/ライブハウス運営・メディア制作）代表取締役社長。びわ湖をプロデュースする特定非営利活動法人『びわ湖カンパニー』代表。滋賀県人権擁護委員。滋賀県MLGs（マザーレイクゴールズ）推進委員。滋賀県立大学 客員教授・同志社大学非常勤講師、「メディアによる地方創生実践論」を開講中（成安造形大学 前客員教授）。JFLサッカー・レイラック滋賀FC 応援団長。大阪・関西万博プロジェクト推進チーム 統括プロデューサー。韓国・慶尚北道 観光大使。テレビ・ラジオ番組、イベント、音楽をプロデュース。

## 主な活動歴

### 音楽家
『U★TIME BAND』のリーダーとして、ボーカル・ギターを担当。代表曲は「マザー・レイク」、「地球のためにびわ湖から」・「We Love BIWAKO」など、琵琶湖や郷土愛を題材にした楽曲が多い。ライブ・コンサートだけでなく、滋賀県内各地のイベントに出演。滋賀県内の幼稚園から高等学校を訪問し、「ナマの音楽」と「環境・人権に関するトーク」で学生達とふれあう『学校ツアー』を行っている。この模様はテレビでも紹介されている。テレビ番組で「滋賀県・旧50市町村を旅してオリジナルソングを作る『ウターウォーズ』」を企画し、全ての土地でロケ・オリジナルソングを完成させた。市町村合併により消滅の危機にある地域文化保全に寄与したと話題になった。
他にも、以下の音楽ユニットを持っている。
- 全編英語詞によるダンス・ミュージック・テクノ音楽ユニット「LACOLism」（ラコリズム）。
- 滋賀のシンガーソングライター佐合井マリ子と尺八・伴英将とのユニット「マリューバン」。
- 独特の解釈で和訳の上、洋楽ロックの魅力を若者に伝えるユニット「トランスロック」。
- 自身が双子の弟との設定（一人二役）でサイモン&ガーファンクルを弾き語り完コピする「YusanTwins」。

### タレント

#### 出演番組
テレビ
- BBCびわ湖放送・あいコムこうか『勇さんのびわ湖カンパニー』メインパーソナリティ。
  - 本放送（BBC）：毎週金曜24:15 -

- KBS京都『勇さんのびわ湖バイタル研究所』メインパーソナリティ。
  - 放送：毎週月曜25:30 -

- BBCびわ湖放送・あいコムこうか『勇さんのあいコムランド』のメインパーソナリティ。
  - 放送：毎週木曜10:30 -

ラジオ
- KBS京都ラジオ『勇さんのカタリズム』メインパーソナリティ
  - 放送：毎週日曜22:30 - 23:00。

#### 過去出演番組
- KBS京都テレビ
  - 『カオスパニック』『カオスパーティー』『とことん混沌カオスTV』『とっぴもナイト』
- フジテレビ『あっぱれ!!さんま新教授』（2008年2月17日）
- 毎日放送
  - 『ダウンタウンの素』『関西バンザイ新聞』
- e-radio
  - 『さわってe-radio』『e-smile』『U★TIME Cafe』『eジャーナル』
- KBS京都ラジオ
  - 『勇さんのびわ湖アキンドウ』『森谷威夫のお世話になります!』『さらピン!キョウト』

以下、すべてBBCびわ湖放送 
- 『土曜の3時はUタイム』『Oh!昼タイム』『初夢'90 〜こんな番組はじめてや!ホンマに4時間できるんかい!!~』『フリキン自由王国』『飛び出せ!フリキン!!ウターウォーズ』『湖国まるごとお正月』『朝までバンバン生討論』『ふれあいTVスクエア』『ニュース&情報びびっとびわこ』（毎週金曜日）・『びびっとビーム』（毎週金曜日）

### プロデューサー・演出家
プロデューサー・演出家として、数々のバラエティ番組・ファッション・音楽番組、イベントを制作。 代表作に、「今夜はねむれナイト」（関西テレビ）、「4時ですよーだ」「しまうまのおしり」、「あどりぶランド」、「想音楽園」「MUSIC EDGE + Osaka Style」（以上、毎日放送）、オセロ司会「カラフルJAM」アンミカMC番組「セレブログ」「アンダンテ」「神戸コレクション」他を担当した。

### 社会活動・教育
- プロデューサーの経験から成安造形大学にて、学生と共にテレビ番組やCMスポットを制作する実践型講義「テレビプロデュース論」を開講。同大学にて客員教授を務める。実際に制作されたCMスポットはBBCびわ湖放送で放送されている。
- 現在は、同志社大学（新町キャンパス）で『メディアによる地方創生実践論』開講中。
- 2000年頃から滋賀県内の幼稚園から高等学校を訪問し、「ナマの音楽」と「環境・人権に関するトーク」で学生達とふれあう『勇さんの学校ツアー』を行っている。
- 2011年11月6日に16万人を集めたイベント「抱きしめてBIWAKO」の応援団長を務める。滋賀の環境学習船「うみのこ」を再建すべく、びわ湖全周を県民で手を繋いで抱きしめる、という壮大なプロジェクトだった。
- 「ヒマラヤ文房具支援プロジェクト」。2011年11月、ヒマラヤ、カラパタール(5,545m)に登頂、その時、ヒマラヤの山岳民族に古着、使い古しの文房具を寄付。その後も、定期的に文房具を現地に送っている。

- 滋賀県の様々な委員を歴任…滋賀県人権擁護委員、文化芸術振興の在り方検討委員、少子化対策委員など。We Love びわ湖委員、マザーレイクフォーラム、びわコミ会議など、特にびわ湖関連の活動に力を入れ、現在は“SDGsのびわ湖版”MLGs（マザーレイクゴールズ）の推進委員を務めている。

### 略歴
- 1983年 - 大学卒業後、テレビ業界に入り、数々のバラエティ・音楽番組を制作。
- 1988年 - 滋賀で「U★TIME BAND」を結成。初期の代表曲は、びわ湖を歌った「マザー・レイク」「憧れゆき最終列車」「硝子のスクリーン」他。
- 1992年 - 滋賀県が提唱するプロジェクト「We Love びわ湖」のメンバーになり、音楽・メディアで「びわ湖環境啓発活動」を始める。
- 1996年 - 株式会社ユーロック設立。関西の音楽・ファッション番組、イベントをプロデュース。日本最大級ファッションイベント「神戸コレクション」、本格的音楽番組「MUSIC EDGE + Osaka Style」など。音楽活動では、アルバム「とことん混沌」発売。
- 1999年 - アルバム「カオス・ギャング」発売。
- 2001年4月、マキシシングル「宇宙船BIWAKO号」発売。BSP・びわ湖ソングプロジェクト（滋賀県と各メディアが協力して、“21世紀の新しい琵琶湖の歌"を作ろうというプロジェクト、当時の国松滋賀県知事が応援団長）の代表兼プロデューサーとして、滋賀だけでなく京都・大阪、全国のびわ湖ファンの想いが詰まった公募歌詞から曲をつけ、「宇宙船BIWAKO号」「We Love BIWAKO」を制作・CD発売。TSUTAYA浜大津アーカス店で、同年のシングルCDチャートで1位となった。
- 2002年9月、現在も継続中のテレビ番組、BBCびわ湖放送「勇さんのびわ湖カンパニー」がスタート。
- 2003年3月、世界水フォーラムのフィナーレを飾る「Water Song Festival」をプロデュース。大阪、京都、滋賀から「水」をテーマにした歌、そしてミュージシャンを集め、音楽で「びわ湖」「水」の大切さを訴えた。NPO法人「びわ湖カンパニー」を設立。学校で子供たちや親に向けて歌う「勇さんの学校ツアー」がスタート。
- 2005年10月、故郷・大津市石山にライブハウス「ユーストン」を設立。地元アーティストの発掘・育成、音楽・メディアの発信に力を注ぐ。また11月、テレビ番組企画「滋賀県50市町村歌作り旅・ウターウォーズ」を完結。50曲の市町村オリジナルソングが誕生した。
- 2006年2月、滋賀県高校軽音楽連盟を設立、会長に就任。4月から立命館大学びわこ草津キャンパスで「エンタテイメント・メディア・プロデュース論」開講。「滋賀らしい文化芸術振興のあり方検討委員会」委員として、文化・芸術に関する新しい条例作りに寄与。
- 2007年 - 環境キャンペーン「地球のためにびわ湖から」を各メディア、音楽で発信。12月、アルバム「地球のためにびわ湖から」発売。県内CDショップで初登場6位を記録する。
- 2008年 - 「地球のためにびわ湖から」海外編として、年間約50日アジア各国を視察・取材。現地の子どもたちのために、井戸掘りや古着・文房具の寄付活動を行う。
- 2009年 -  成安造形大学で「テレビ・プロデュース論」を開講。滋賀地産地消応援団リーダーとして、大津物産を盛り上げるため、「大津まるとカレー」「ビアン・ルージュ(ワイン)」を開発、販売。
- 2010年 -  成安造形大学総合領域客員教授に就任。また同志社大学では「実践型テレビプロデュース論」開講。
- 2011年 - 9月、嘉田由紀子滋賀県知事もレコーディングに参加した地産地消キャンペーンソング「おいしがうれしが」含む全7曲のアルバム「U☆TIME JAM」発売。11月、びわ湖畔で手をつなぐビッグイベント「抱きしめてBIWAKO」の応援団長を務める。秋、20日間かけて、長年の夢であった「ヒマラヤ・カラパタール(5545m)登頂」に成功、ヒマラヤの子どもたちへの文房具支援活動を続けている。この模様は翌年、特別番組として放送。FM滋賀「U☆TIME Cafe」スタート。
- 2012年 - 滋賀の中小企業を応援するため、朝まで生放送のテレビ番組「びわ湖ガチンコサミット」をプロデュース。滋賀の経営者にビジネスマッチングの機会を与える異業種交流会も多数開催。秋、東南アジア最高峰キナバル山(マレーシア・ボルネオ島、4095m)登頂に成功。翌年、特別番組として放送。また、ヒマラヤ登山編と共に、DVD発売。
- 2013年 - 4月、KBS京都ラジオ「勇さんのびわ湖アキンドウ」スタート。彦根の経営者にスポットを当てる。メディア連動型「勇さんのU☆TIMEツアー」は7月で8回目の開催となり、滋賀の各地域を歩き、学び、再発見する“びわ湖ランブリング"を奨励している。夏、地元石山の夜市を「石山ランブリングビート」と題して、音楽・グルメのフェスティバルとしてプロデュース。
- 2015年 - FM滋賀初の報道番組「e-ジャーナル」スタート。「滋賀うまいもん選抜総選挙」「あげあげサミット」「介護っつええナイト」等プロデュース。11月16日、大津市市長選挙に立候補を表明。自身の4つの担当番組を全て降板、「もっと元気!もっと大津!」をテーマに大津に元気を取り戻すと会見した。
- 2016年1月17日、大津市長選挙に落選[1]。U☆TIME BAND集大成的オリジナルアルバムCD「キナバル」（青盤18曲/赤盤12曲）日本コロムビアから発売。滋賀県オールロケの映画「マザーレイク」（瀬木直貴監督）アソシエイト・プロデューサー兼PR大使を務める（6月全国公開）。7月、「ゲツ→キン」開始。eo光テレビ初のニュース・情報生放送番組。月曜メインMCを務める。
- 2017年 - KBS京都テレビ「勇さんのびわ湖バイタル研究所」、KBS京都ラジオ「勇さんのカタリズム」、BBCびわ湖放送・あいコムこうか「勇さんのあいコムランド」が続々スタート。全編英語詞のダンス・ミュージック・ユニット「LACOLism」を結成、京都で初ライブ。9月、ハイセンスな大人のパーティーブランド「CIGALA」をプロデュース、湖畔のリゾートホテルでホワイトパーティーを開催。その後、マレーシア、ベトナム、韓国でも開催。
- 2018年2月、滋賀ラーメン業界を盛り上げる「滋賀ラーメンWAVE」スタンプラリーをプロデュース、現在まで4回開催。4月、「勇さんのびわ湖カンパニー」、GYAO!で全国WEB配信スタート。月間150万回再生を記録。5月、YouTube番組「びわカンTOKYO」をプロデュース。YouTube space tokyo（六本木ヒルズ）スタジオで収録。9月、洋楽ロックの名曲を若者に伝えるため、自身のオリジナル訳詞で歌うバンド「トランスロック」を結成。
- 2019年4月、感謝・感激・還暦イベント、ユーストンでスペシャルライブ、湖上の船ビアンカ貸切りパーティーを開催。11月、地元石山商店街で飲食店50店舗が参加する石山バル・ライブをプロデュース。
- 2020年4月、朝日新聞の連載コラム「勇さんの発掘!おうみびと」スタート。テレビ&YouTubeとコラボレーション、滋賀の次世代経営者・ニューリーダーと対談する企画。関西不動産協会のテーマソング「カモン!不動さん」発表。10月、eo光テレビの「ゲツ→キン」が報道番組「情報スパイス」に代わり開始、金曜のメインコメンテーターを務める。
- 2021年 - 5月、音楽ユニットYusanTwinsを結成。自身が双子の設定で、家でサイモン&ガーファンクルを一人二役で歌う動画をYouTubeチャンネルに全13曲公開。7月、地上波×Web放送局U-WAVEを開局。ユーストン制作の様々な映像コンテンツが楽しめるまとめサイト。9月、「勇さんのびわ湖カンパニー」放送1000回を達成。

## ディスコグラフィー
| アルバム名                  | リリース | 収録曲 | 内容等 |  |
| --------------------------- | -------- | --- | --- |  |
| とことん混沌                | 1996年   | 収録曲 1. とことん混沌 2. テレビ・オタッキ－・ブルース 3. 憧れゆき最終列車 4. 大津BOUND〜大津へ行こう〜 5. HOME TOWN BLUES 6. 踊れ! おんどれ!! 7. 京都満喫 8. 台本 9. 湖のほとり | 『とことん混沌』発売年：1996年 収録曲数：9曲 規格品番：SLB-97060代表曲の｢憧れゆき最終列車｣､テレビ番組の主題歌｢とことん混沌｣を収録。 |  |
| カオスギャング              | 1999年   | 収録曲 1. カオスギャング 2. 硝子のスクリーン 3. 憧れゆき最終列車 4. 坂 道 5. 世紀末R&R 6. マザー・レイク | 『カオス・ギャング』発売年：1999年 収録曲数：6曲 規格品番：URAD-52149月22日に全国発売。WE LOVEびわ湖のイメージ ソング｢マザー･レイク｣を収録。 |  |
| びわ湖ソングプロジェクトBSP | 2001年   | 収録曲 1. 宇宙船BIWAKO号 2. We Love BIWAKO 3. マザー・レイク 4. 宇宙船BIWAKO号〜Instrumental〜 5. マザー・レイク〜Instrumental〜 | 『宇宙船BIWAKO号』 発売年：2001年 収録曲数：5曲 規格品番：URAD-3709｢宇宙船BIWAKO号｣｢We Love BIWAKO｣｢マザーレイク｣びわ湖三部作を収録。 |  |
| 地球のためにびわ湖から      | 2007年   | 収録曲 1. ハーモニー 2. One River,Forever 3. 地球のためにびわ湖から 4. びびっとビーム! 5. 働きつづけてForever ※ライブバージョン 6. 地図 7. 硝子のスクリーン 8. やまのぼり | 『地球のためにびわ湖から』発売年：2007年 収録曲数：8曲 規格品番：USAD-4109環境キャンペーンのテーマソング｢地球のためにびわ湖から｣､滋賀県人権啓発活動イメージソング｢ハーモニー｣､夕方情報番組のテーマソング｢びびっとビーム!｣のリメイクバージョンを収録。 |  |
| U★TIME JAM                  | 2011年   | 収録曲 1. OHAYO! 2. ゆりかもめ〜Otsu City Bird〜 3. いいスマイル 4. おいしが うれしが 5. 大津 in my soul 6. 地図 7. 地球のためにびわ湖から 8. HOME HOME HOME | 『U★TIME JAM』 発売年：2011年 収録曲数：7曲 規格品番：USAD-5509滋賀を盛り上げる仲間（LOVE SHIGA FAMILY）とコラボレーションして完成させた。 |  |
| KINABALU                    | 2015年   | 収録曲 1. キナバル(short ver.) 2. マザーレイク 3. 明日をひとつに 4. 戦え!信長! 5. OHAYO! 6. 働きつづけてForever(LIVE) 7. One River, Forever 8. ハーモニー 9. 台本 10. 地球のためにびわ湖から 11. 地図 12. HOME NOME HOME 13. 硝子のスクリーン 14. 来やいな!いっしゃま 15. 憧れゆき最終列車 16. R161 17. キナバル 18. Bonus Track:Mother Lake(english ver.) | 『KINABALU』発売年：2015年 収録曲数：18曲 規格品番：USLB-2510バンド結成25年を記念して作られた滋賀先行盤。新曲4曲、英語版「Mother Lake」収録したフル・ベスト・アルバム。自身による楽曲解説入りブックレット封入。                                       |  |
| KINABALU 2016               | 2016年   | 収録曲 1. マザーレイク 2. 明日をひとつに 3. とことん混沌 4. HOME HOME HOME 5. 戦え!信長! 6. ハーモニー 7. 働きつづけてForever(LIVE) 8. 地図 9. 憧れゆき最終列車 10. 硝子のスクリーン 11. R161 12. キナバル | 『KINABALU 2016』発売年：2016年 収録曲数：12曲 規格品番：QACT-60001バンド結成25年を記念して日本コロムビアよりリリース。 |  |

## プロデュース・楽曲提供
| アルバム名     | 歌手名                                  | 収録曲・内容等                                                              |
| -------------- | --------------------------------------- | --------------------------------------------------------------------------- |
| 彦根イイまち   | 国宝・彦根城築城400年祭メモリアルソング | 収録曲 1. 彦根イイまち 2. 地球のためにびわ湖から - 収録曲数：2曲            |
| 湖の少女       | Takayo                                  | 収録曲 1. 湖の少女 2. 夕陽キレイ - 収録曲数：2曲 - 価格：1,000円(URAD-4109) |
| The Blue&Green | BIWAIRY                                 | - 価格：1,000円(UR-0255)                                                    |